# Музей скрипки

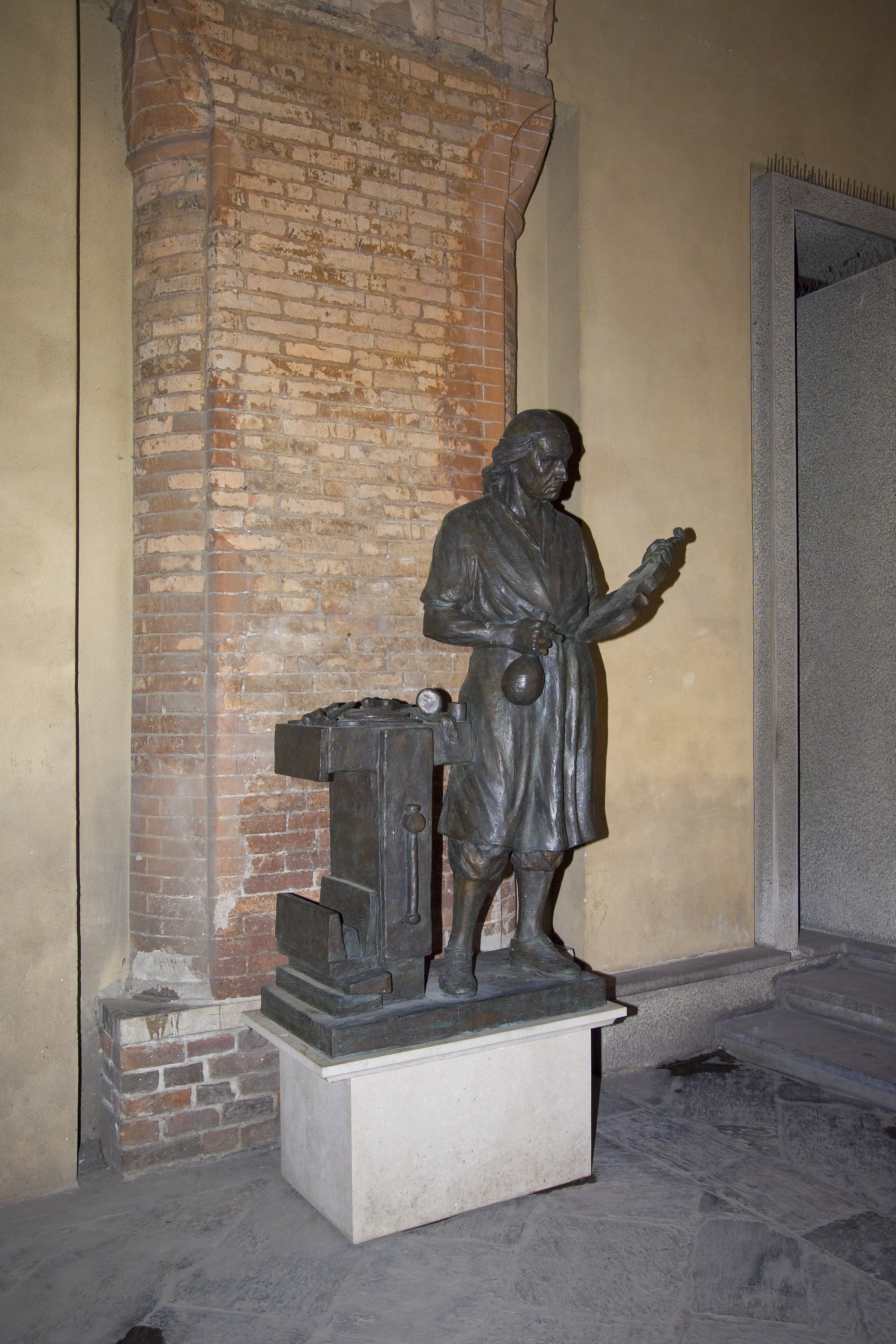
Скульптура
Антоніо Страдіварі

Музей скрипки (італ. Museo del Violino) — музичний музей, розміщений у Кремоні, Італія. Музей найбільше відомий своєю колекцією струнних музичних інструментів, до складу якої входять скрипки, альти, віолончелі та контрабаси з XVI-го століття до наших днів. Зокрема знамениті струнні інструменти відомих скрипкових майстрів — скрипників, Антоніо Страдіварі, Джузеппе Гварнері та Андреа Аматі.

## Історія
Історія Музею скрипки розпочинається в 1893 році, коли Джованні Баттіста Черані подарував містові Кремоні колекцію лекал і різноманітних інструментів, що належали місцевим скрипковим майстрам, у тому числі знаменитому Антоніо Страдіварі. У 1895 році П'єтро Грулі подарував чотири дерев'яних затискачі, які також були зроблені Страдіварі.
Але найбільшим внеском до музейного зібрання були артефакти з колекції Ігнатіо Алессандро Коціо (1755—1840) графа замку Салабуе. Їх у 1920 році купив скрипковий майстер Джузеппе Фйоріні. У 1930-му році він передав колекцію Кремоні. У тому ж році в палаці Афайтаті була відкрита виставка цієї колекції.

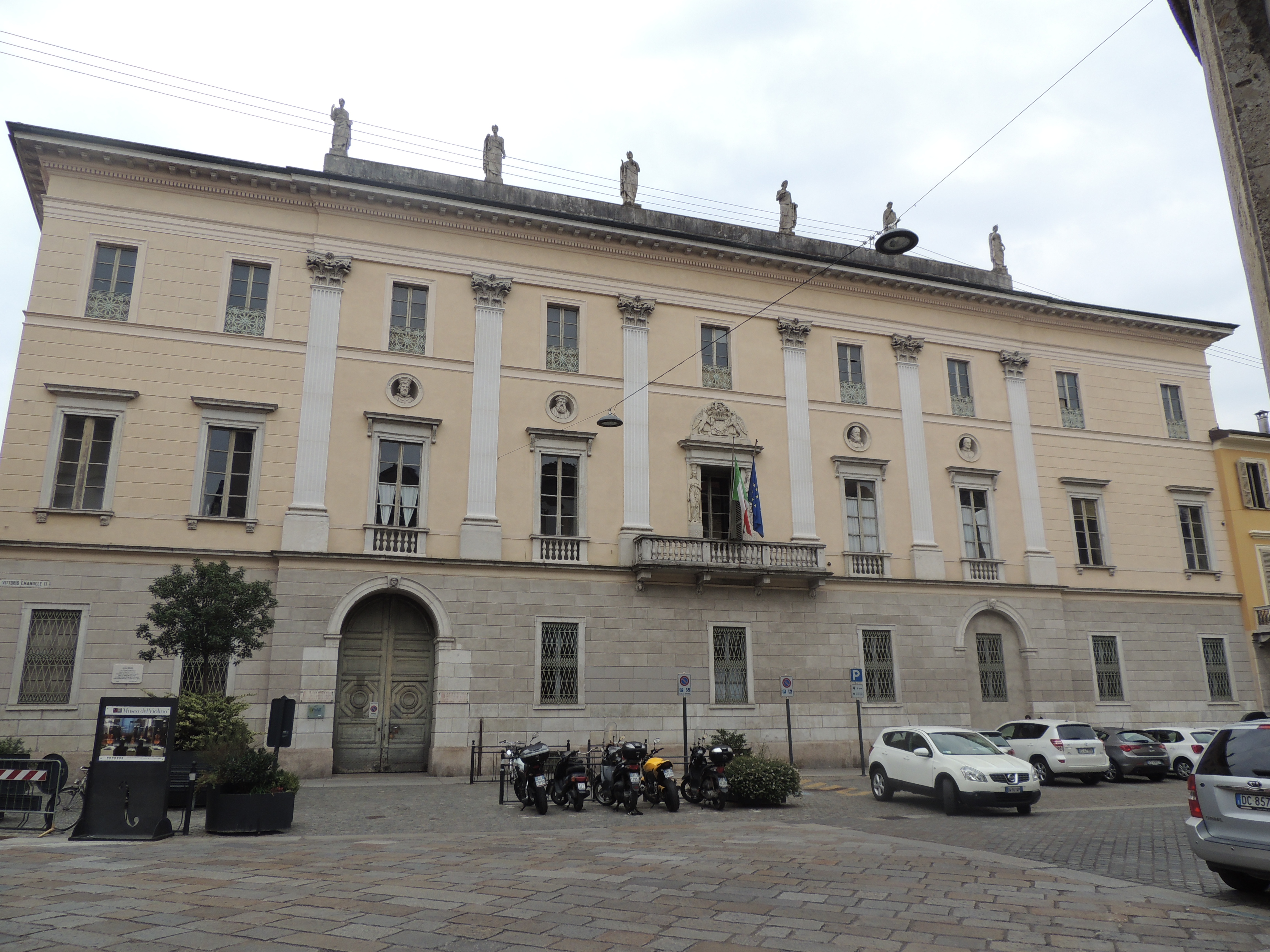
Колишній музей Страдіварі

Новий музей скрипки, відкритий у вересні 2013 року, розміщений у Палаці мистецтва (Palazzo dell'Arte), який був побудований у 1941 році за проєктом архітектора Карла Кок'я, а пізніше був відремонтований за проектом архітектурної студії Arkpabi. Оскільки італійські споруди побудовані перед Другою світовою війною характеризуються високими стелями, то для експонування музичних інструментів, які невеликі за розмірами, та для узгодження пропорцій були застосовані мікро-архітектурні вставки, які підтримують освітлювальні та комунікаційні системи та мультимедійні пристрої.

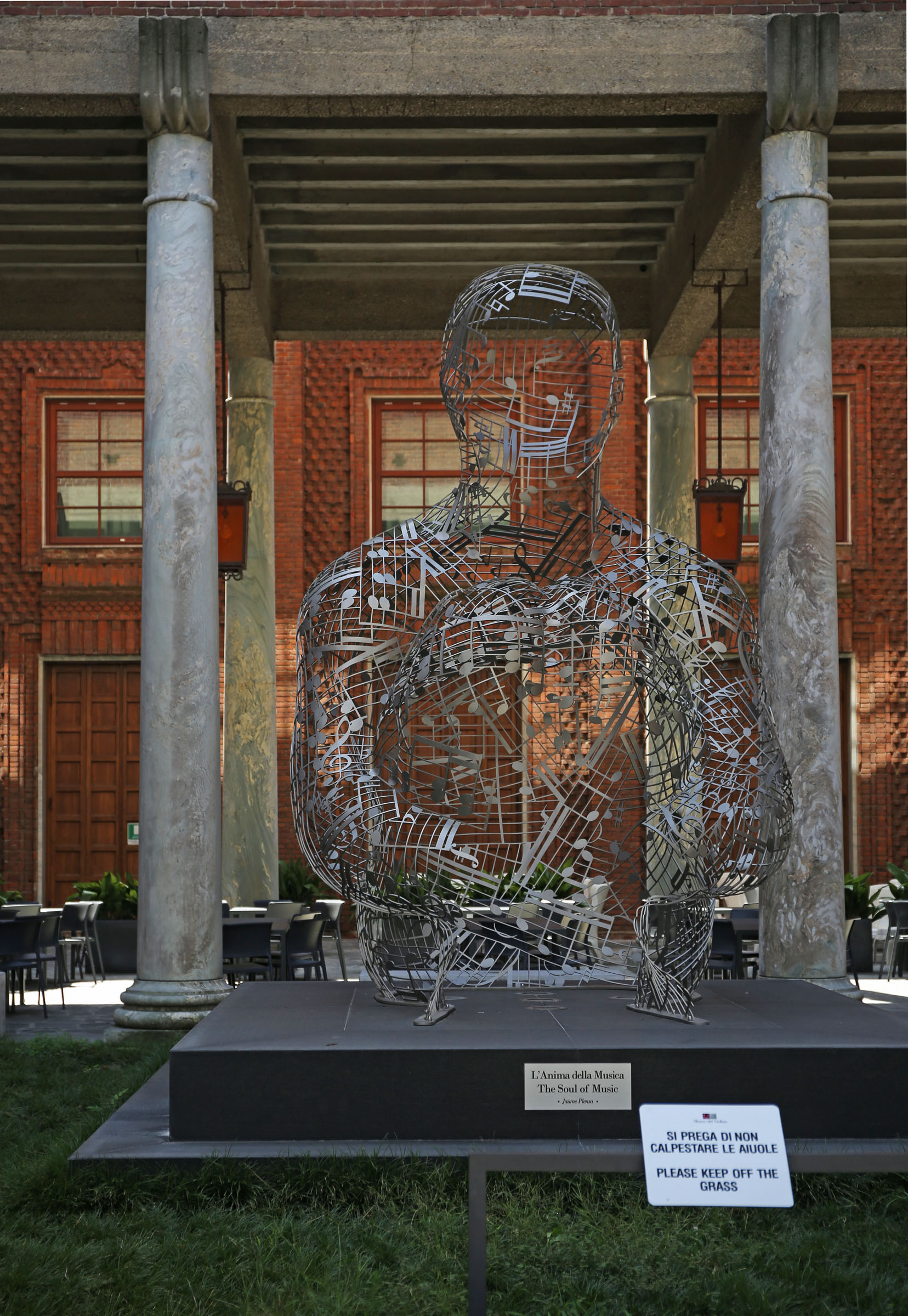
Людина з нот

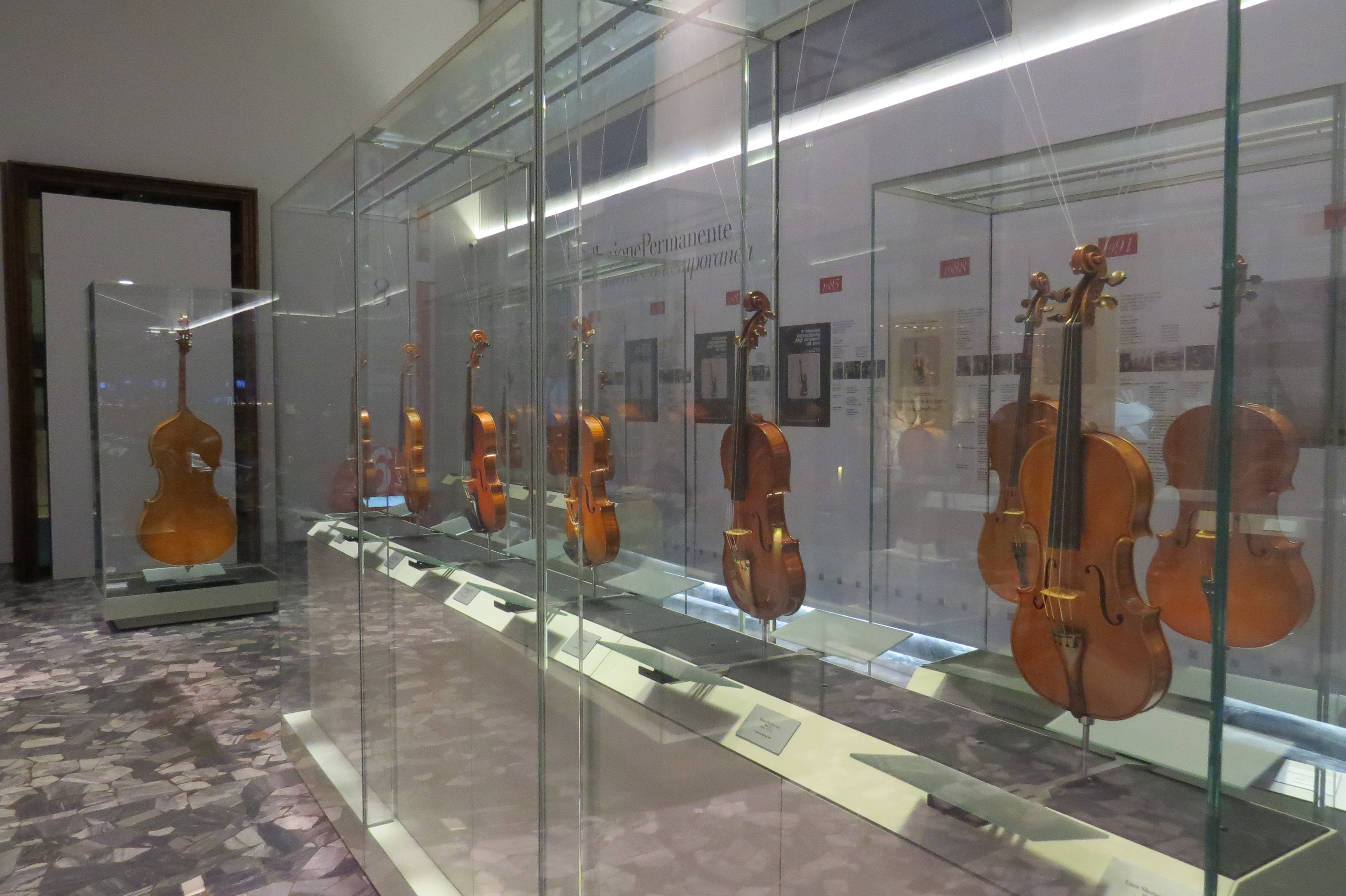

Після двох років роботи з відновленням Палацу мистецтва і передачі колекції струнних інструментів з музею Страдіварі тисячі кремонців зібралися на площі Марконі. 14 вересня 2013 року в церемонії розрізання стрічки взяли участь, сталевий магнат, промисловець-меценат Джованні Арведі, який у період кризи фінансував створення музею, міністр Массімо Брай, П'єр Луїджі Берсані, Джуліо Тремонті і віце-президент Європейської комісії Антоніо Таяні.

## Виставка музею

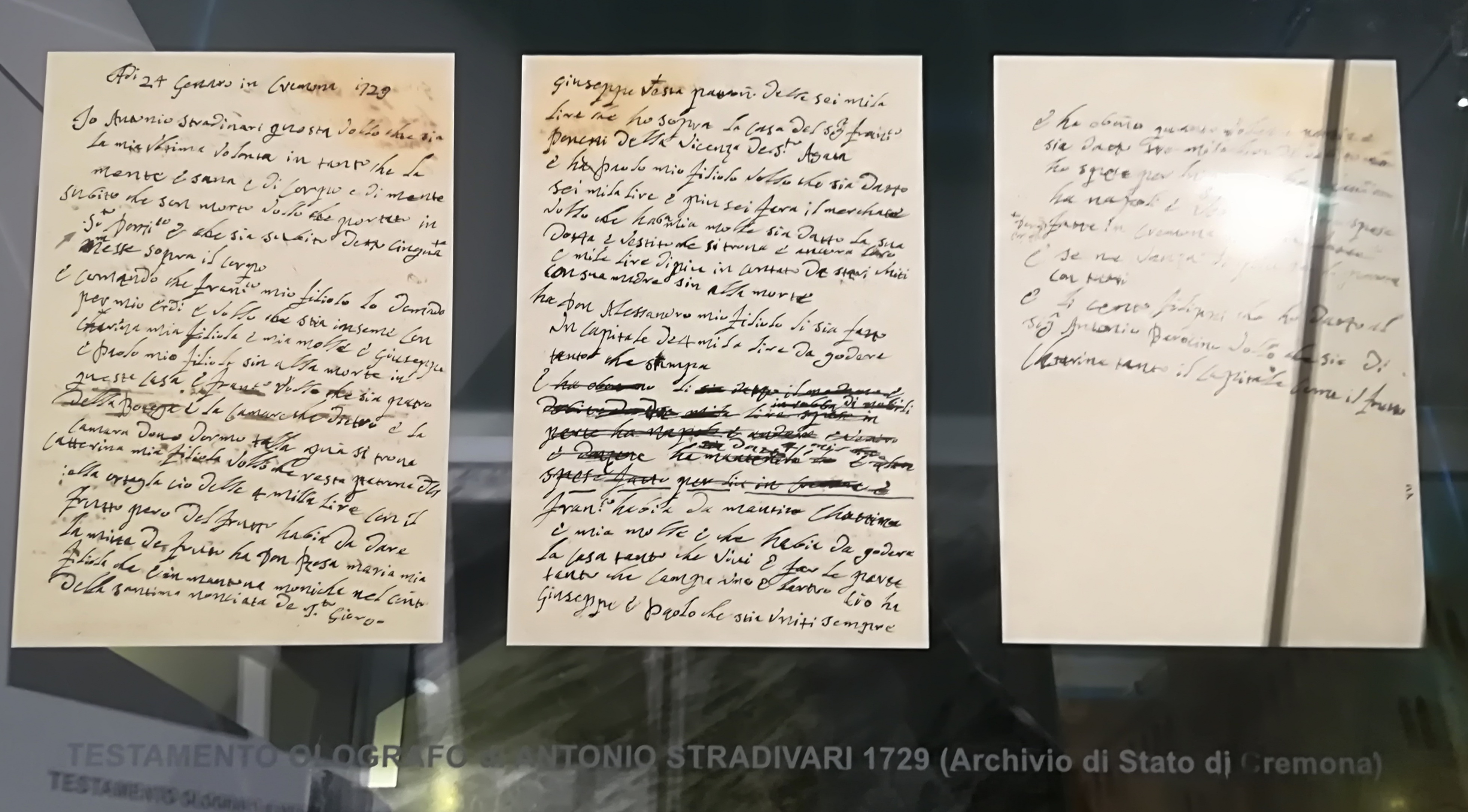
Заповіт Страдіварі

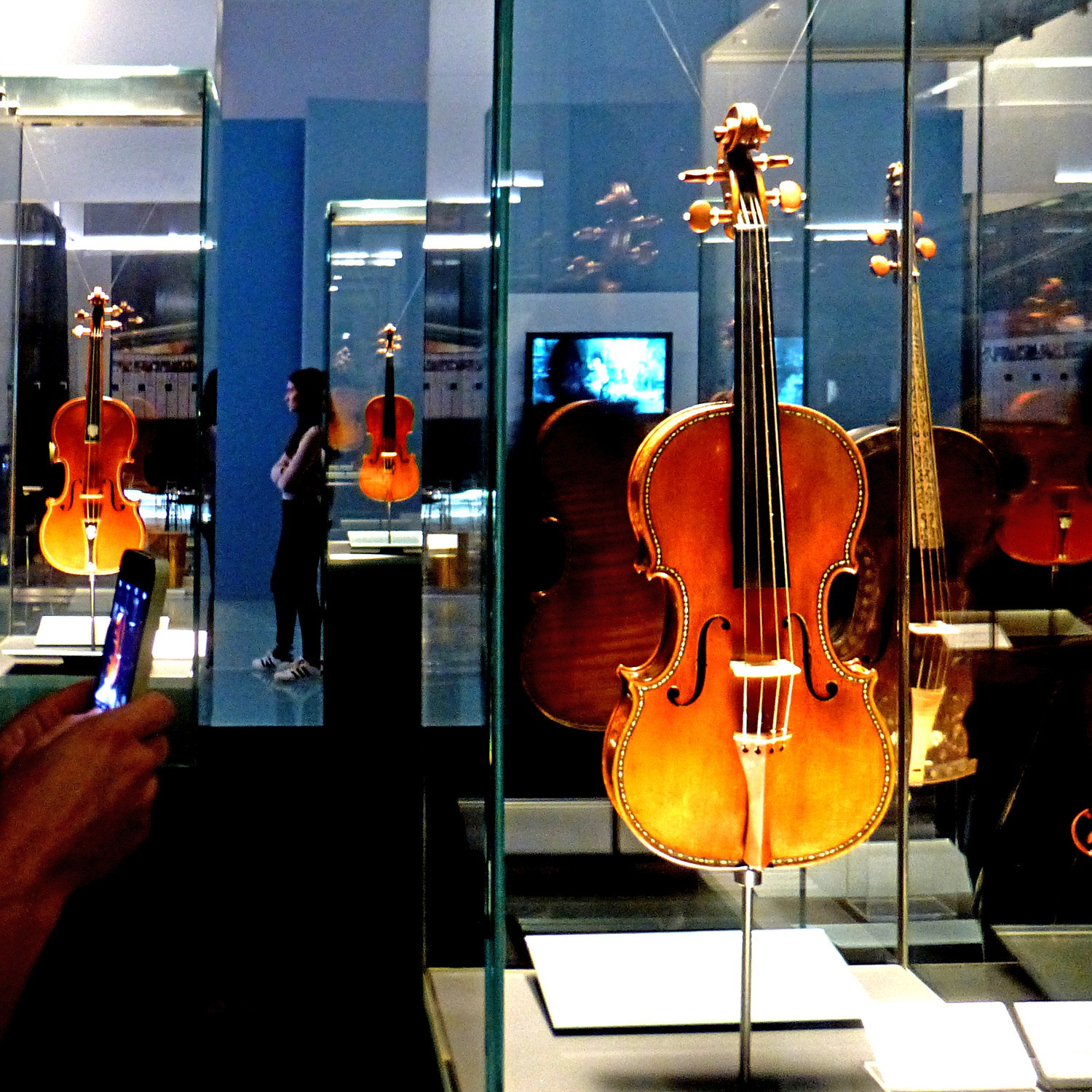
Експонати музею. 2017

Ста́ла виставка інструментів поділена на 10 відділів, від перших струнних інструментів XVI століття до інструментів виготовлених у наші дні. Особливу цінність становлять інструменти створені старими майстрами Антоніо Страдіварі, Андреа Аматі, Джіроламо Аматі та Джузеппе Гварнері. Вони зберігаються у так званій скарбниці — кімнаті, стіни якої покриті червоним оксамитом, де виставлені скрипки, альти та віолончелі виготовлені у проміжку часу між XVI та XVIII століттями. Експонати музею оцінюють на суму 13 мільйонів доларів.
У музеї також демонструються оригінали документів та робочі інструменти майстерні Антоніо Страдіварі, починаючи з XVIII століття. Також є відділ присвячений сучасному виробництву скрипок. Крім сталої експозиції демонструються інструменти позичені з найважливіших міжнародних приватних колекцій.

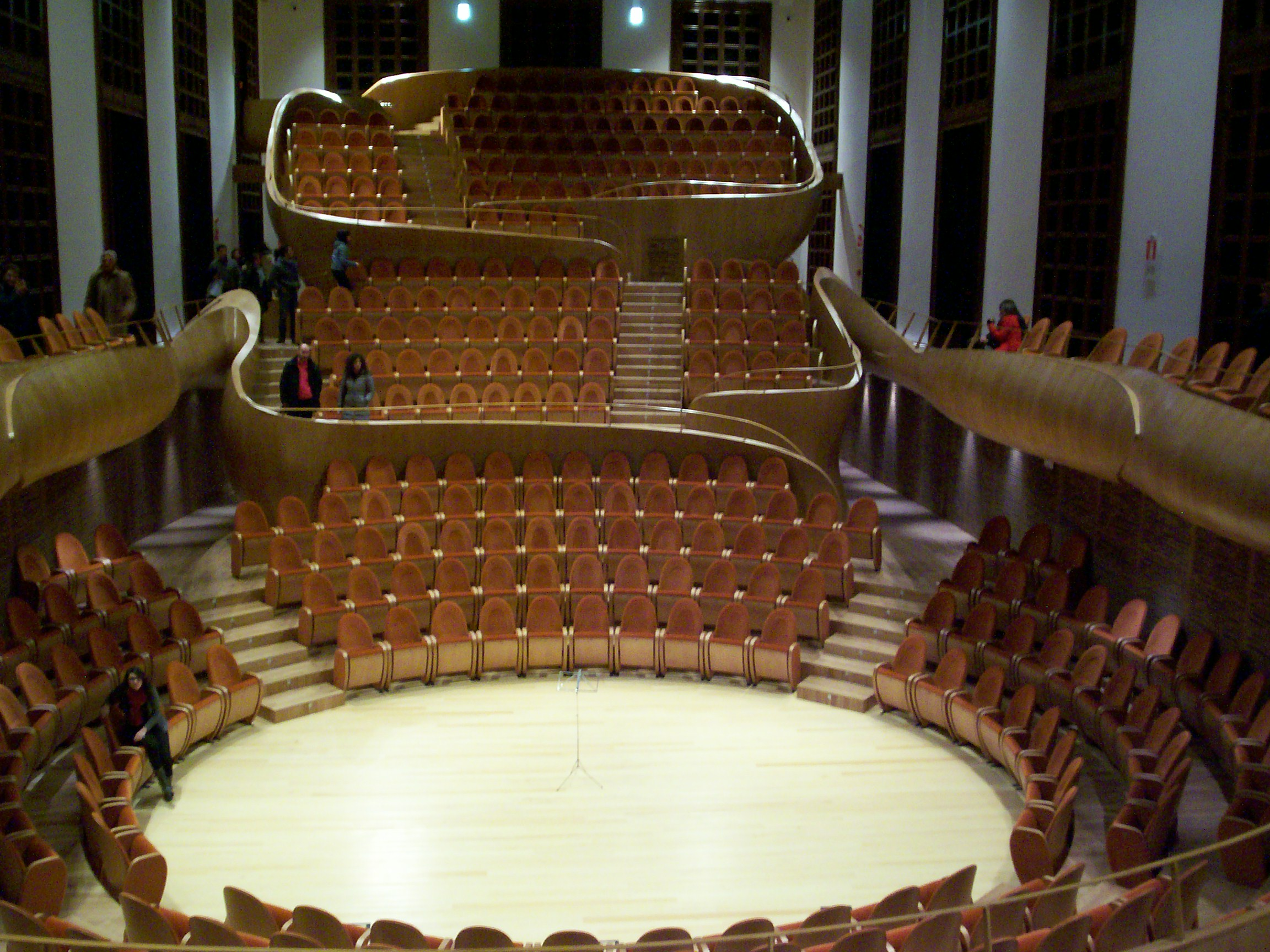
Зал «Джованні Арведі» в Музеї скрипки

Особливу увагу у музеї приділяють дітям, для цього застосовують мультимедійні засоби, які легко ілюструють складний процес виготовлення струнних інструментів, забезпечують перегляд різних деталей, з яких складаються інструменти та дають можливість прослуховування озвучених біографій великих скрипкових майстрів.
Музей скрипки організовує концерти, які відбуваються в авдиторії «Джованні Арведі», що розрахована на 500 місць. Цей чудовий зал спроєктував для задоволення як очей, так і вух, японський інженер, спеціаліст з акустики — Тойота Ясугіса. Тут також є центр реставрації інструментів, бар-ресторан та книжковий магазин. Приміщення музею повністю доступні для людей з обмеженими можливостями.

## Українка в Музеї скрипки в Кремоні

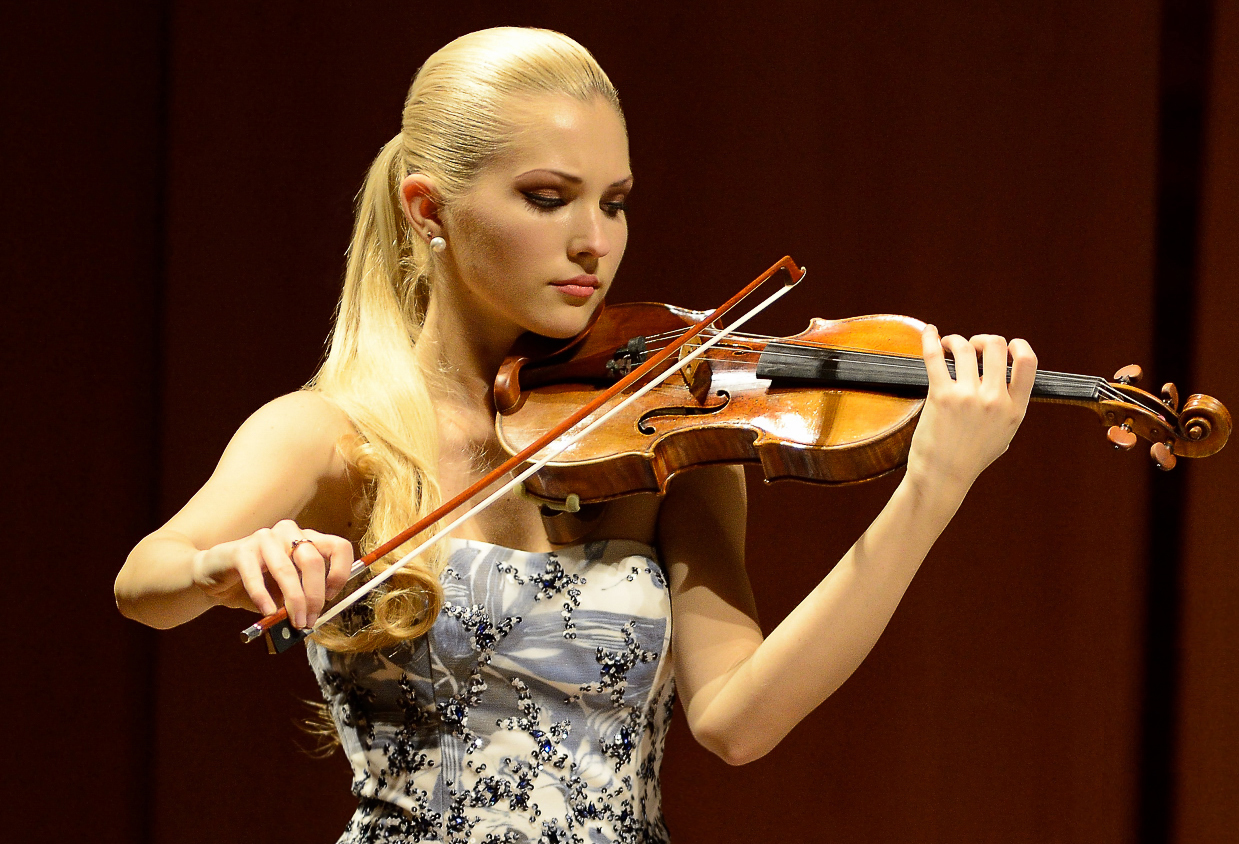
Анастасія Петришак

Музей скрипки в Кремоні не тільки експонує унікальні музичні інструменти, але й у ньому досліджують секрети стародавніх скрипкових майстрів, глибоко вивчаючи акустичні характеристики старих кремонських інструментів Страдіварі, Аматі, Гварнері, а також сучасних майстрів. І у розкритті особливостей та тонкого тембру кожної скрипки, а їх уже було близько 60, їм допомагає молода українська срипалька Анастасія Петришак, яка народилася в Івано-Франківську в Україні.
Вона також співпрацює з лабораторією музичної акустики в Міланській політехніці та з неінвазивною діагностичною лабораторією в Павійському університеті, які цікавляться акустичним аспектом фізичної природи стародавніх інструментів.

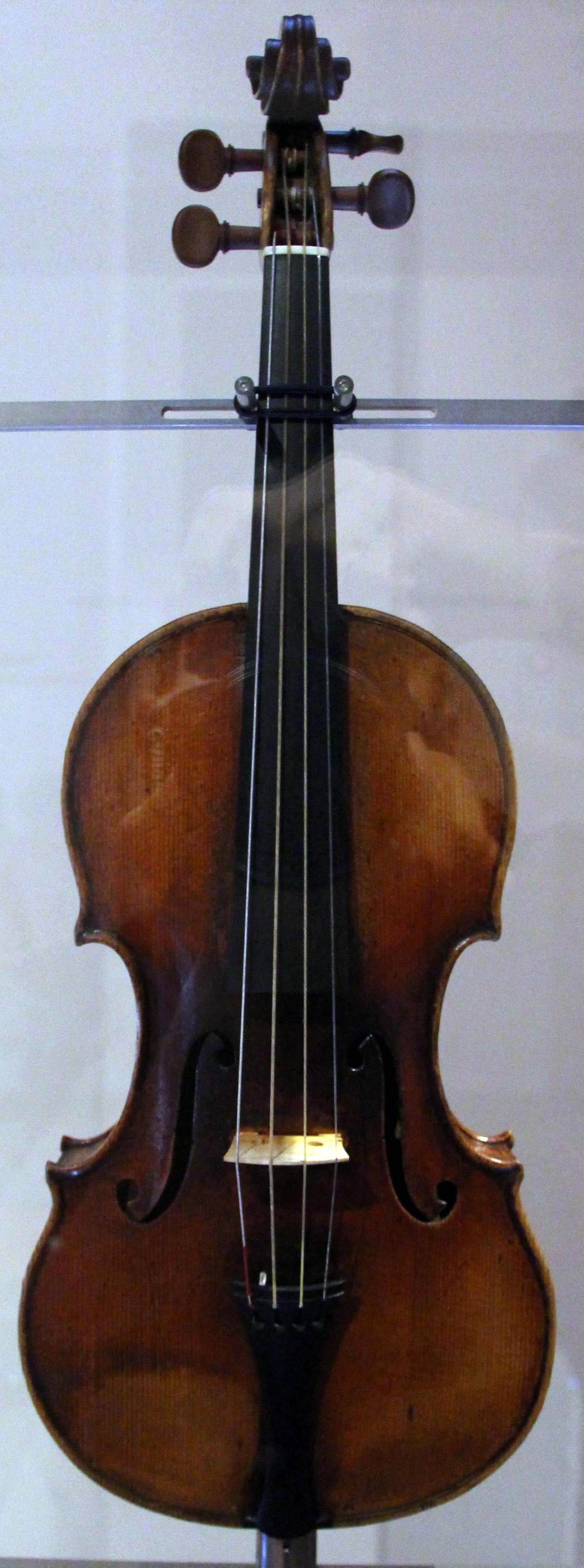
Скрипка Нікколо Паганіні «Il Cannone»

У жовтні 2016 року, з дозволу Міністерства культурної спадщини і культурної діяльності, а також муніципалітету Генуї, Анастасія Петришак виступила у театрі Карло Феліче з відомою скрипкою Джузеппе Гварнері «Il Cannone» (1743), що належала Нікколо Паганіні, виконавши його Концерт № 1 для скрипки та оркестру оp. 6 (1817).
Анастасія Петришак також часто виступає з концертами у залі «Джованні Арведі» в Музеї скрипки.